# 기요우라 게이고
기요우라 게이고(일본어: 清浦 奎吾, 1850년 2월 14일 ~ 1942년 11월 5일)는 일본의 정치가이자 제23대 내각총리대신이다. 지금의 구마모토현에 해당되는 히고노쿠니 출신이다.
사법 관료를 경험한 후, 귀족원 의원이 되어 사법 대신, 농상무대신, 추밀원 의장을 지냈다. 1924년 1월 내각총리대신에 올랐으나, 총선거에서 호헌 3파가 압승함에 따라 그 해 6월 사직하였다. 기요우라 내각 때는 다이쇼 데모크라시가 가장 고양되었던 시기이기도 했다.

## 같이 보기
- 기요우라 내각
- 키요우라 나츠미(기요우라 게이고의 현손, 오스카 프로모션 소속의 배우이자 가수)